# 名古屋市交通局7000型电力动车组
名古屋市交通局7000型电力动车组是名古屋地铁运营线路上飯田線上并直通运行到小牧线上的一款通勤型電力動車組，于2003年投入该线路使用。

## 概要
本型号列车由日本車輛製造生产，共计两组八节。为了节约成本本型号列车和名铁300系电力动车组的很多设备是一样的，这两款列车将相互直通运行，全车身均为不锈钢，外形和櫻通線6000型类似。

## 编组
| 配置     | ← 平安通 方向 犬山 方向→ | ← 平安通 方向 犬山 方向→ | ← 平安通 方向 犬山 方向→ | ← 平安通 方向 犬山 方向→ | 制造年份 |
| 配置     | 7100 （Tc）              | 7200 （M）               | 7300 （M）               | 7600 （Tc）              | 制造年份 |
| 每节编号 | 7101                     | 7201                     | 7301                     | 7601                     | 2003年   |
| 每节编号 | 7102                     | 7202                     | 7302                     | 7602                     | 2003年   |

说明
- Tc - 无动力，带驾驶室
- M - 有动力